# Усманов Саїдмахмуд Ногманович
Саїдмахмуд Ногманович Усманов (18 травня 1929, місто Чимкент, тепер Шимкент, Казахстан — 18 березня 2000, місто Ташкент, Узбекистан) — радянський державний діяч, 1-й секретар Самаркандського обкому КП Узбекистану, секретар ЦК КП Узбекистану, президент Узбецької академії сільськогосподарських наук. Член Центральної Ревізійної комісії КПРС у 1966—1971 роках. Кандидат у члени ЦК КПРС у 1971—1976 роках. Депутат Верховної ради Узбецької РСР. Депутат Верховної Ради СРСР 7—8-го скликань. Кандидат економічних наук (1956), доцент. Доктор економічних наук (1980), професор (1981). Академік Академії сільськогосподарських наук Узбецької РСР. Член-кореспондент (з 1983) та академік (з 1988) Всесоюзної академії сільськогосподарських наук імені Леніна.

## Життєпис
У 1951 році закінчив Ташкентський сільськогосподарський інститут.
У 1951—1954 роках — аспірант, технік відділу економіки, в 1954—1955 роках — молодший науковий співробітник, в 1955—1956 роках — старший науковий співробітник Всесоюзного науково-дослідного інституту бавовництва.
Член КПРС з 1955 року.
У 1956—1958 роках — старший викладач кафедри радянської економіки Вищої партійної школи при ЦК КП Узбекистану в Ташкенті.
У 1958—1959 роках — заступник завідувача сільськогосподарського відділу ЦК КП Узбекистану.
У грудні 1959—1961 роках — секретар Сурхандар'їнського обласного комітету КП Узбекистану.
У 1961—1962 роках — голова виконавчого комітету Сурхандар'їнської обласної ради депутатів трудящих.
З 26 березня по 2 серпня 1962 року — секретар ЦК КП Узбекистану з питань сільського господарства.
З липня 1962 по жовтень 1963 року — заступник керівника групи головних радників-організаторів при революційному уряді Республіки Куби.
У жовтні 1963 — лютому 1964 року — 1-й заступник міністра виробництва та заготівель сільськогосподарських продуктів Узбецької РСР.
У березні 1964 — 1973 року — 1-й секретар Самаркандського обласного комітету КП Узбекистану.
У 1973—1976 роках — заступник директора, в 1976—1991 роках — директор Середньоазіатського науково-дослідного інституту економіки сільського господарства.
У 1991—1997 роках — віцепрезидент, президент Узбецької академії сільськогосподарських наук.
У 1997—2000 роках — консультант Узбецького науково-дослідного інституту ринкових реформ. Президент Союзу економістів Узбекистану.
Автор близько 200 наукових праць, в тому числі 7 монографій і підручників. Обирався головою Узбецького республіканського правління Всесоюзного економічного товариства, заступником голови республіканського товариства «Знання», членом редакційної коллегіі журналу «Комуніст Узбекистану».
Помер 18 березня 2000 року. Похований в Ташкенті.

## Нагороди
- орден Леніна (1976)
- орден Трудового Червоного Прапора (1965)
- орден «Знак Пошани» (1978)
- медаль імені Вавілова (1989)
- медалі
- Заслужений економіст Узбецької РСР (1979)